# Hilda Rix Nicholas
Vous lisez un « article de qualité » labellisé en 2020.
Hilda Rix Nicholas, née le 1er septembre 1884 à Ballarat et morte le 3 août 1961 à Delegate, est une artiste peintre et dessinatrice australienne.
Formée entre 1902 et 1905 auprès d'un impressionniste australien de premier plan, Frederick McCubbin, à la National Gallery of Victoria Art School, elle devient l'une des premières artistes membres de la Melbourne Society of Women Painters and Sculptors. Après la mort de son père en 1907, accompagnée de sa sœur Elsie et de sa mère, elle se rend en Europe où elle poursuit ses études artistiques, d'abord à Londres puis à Paris. Elle compte parmi ses professeurs John Hassall, Richard E. Miller et Théophile Alexandre Steinlen.
Après un voyage à Tanger en 1912, Hilda Rix expose ses tableaux à plusieurs reprises ; un dessin, Grande marché, Tangier [sic], est même acheté par le gouvernement français. Elle est l'une des premières Australiennes à peindre des paysages postimpressionnistes ; devenue membre de la Société des peintres orientalistes français, elle expose aux Salons de Paris de 1911 et de 1913. Après le déclenchement de la Première Guerre mondiale, la famille fuit la France pour l'Angleterre. S'ensuit une période de tragédies personnelles : sa sœur meurt en 1914 et sa mère en 1915 ; un an plus tard, elle rencontre et épouse George Matson Nicholas mais celui-ci est tué peu après sur le front de l'Ouest.
Elle rentre en Australie en 1918 et reprend sa carrière de peintre professionnelle. Elle présente ainsi une centaine d'œuvres lors d'une exposition au Guild Hall de Melbourne : elle en vend plusieurs dont In Picardy, achetée par la National Gallery of Victoria. Après une période consacrée à la peinture en milieu rural au début des années 1920, Rix Nicholas repart en Europe. Une exposition à Paris en 1925 conduit à la vente de son œuvre In Australia au musée du Luxembourg ; cette exposition est suivie d'une longue tournée dans des galeries d'art régionales en Grande-Bretagne. Elle expose notamment à l'International Society of Sculptors, Painters and Gravers et à la Royal Academy of Arts. Après sa participation et l’inclusion de plusieurs de ses œuvres dans l’exposition de la Société nationale des beaux-arts du printemps 1926 à Paris, Hilda Rix est nommée membre associée.
La même année, Hilda Rix Nicholas retourne en Australie ; en 1928, elle épouse Edgar Wright, rencontré lors de ses voyages au début des années 1920. Le couple s'installe à Delegate, en Nouvelle-Galles du Sud. Naît en 1930 leur enfant unique, un fils du nom de Rix Wright. Critique acharnée du modernisme et dédaigneuse des grands artistes émergents tels Russell Drysdale et William Dobell, Rix Nicholas évolue en décalage avec les tendances de l'art australien. Elle produit néanmoins des œuvres demeurées importantes, dont The Summer House et The Fair Musterer. Ses tableaux suivent un style moderne conservateur, nationaliste, dépeignant un idéal pastoral australien, et les critiques de ses expositions deviennent inégales.
Elle tient sa dernière exposition personnelle en 1947. Pendant ses dernières années, elle continue à vivre à Delegate, alors que sa santé et sa vue déclinent et que sa passion pour l'art s’estompe. Atteinte de la maladie de Parkinson depuis le milieu des années 1950, Hilda Rix Nicholas meurt le 3 août 1961.

## Biographie

### Jeunesse et formation en Australie
Emily Hilda — connue sous le nom de Hilda — naît à Ballarat le 1er septembre 1884. Ses parents, Henry Finch Rix et Elizabeth Sutton, sont deux émigrés qui se sont rencontrés et mariés dans l'État de Victoria en 1876. Ils ont une autre fille, Elsie Bertha, née en 1877. Les enfants Rix grandissent dans une famille talentueuse et dynamique,.
Ancien professeur de mathématiques, Henry est inspecteur des écoles du district depuis les années 1880 mais aussi poète, et engagé, écrivant notamment pour soutenir la Fédération de l'Australie et joueur de football australien au Carlton Football Club,,. De son côté, Elizabeth grandit au sein d'une famille dont les affaires dans l'industrie musicale à Ballarat sont florissantes, et devient une chanteuse de la Ballarat Harmonic Society. En outre, elle possède un studio dans la rue Flinders à Melbourne et devient membre du comité de l'Austral Salon, « un lieu de rencontre pour les femmes intellectuelles intéressées par les beaux-arts ». Elizabeth est également peintre amateur. Son style est académique, choisissant généralement des natures mortes et des fleurs comme sujets, bien qu'elle ait peint quelques grands paysages dans la région de Beechworth.

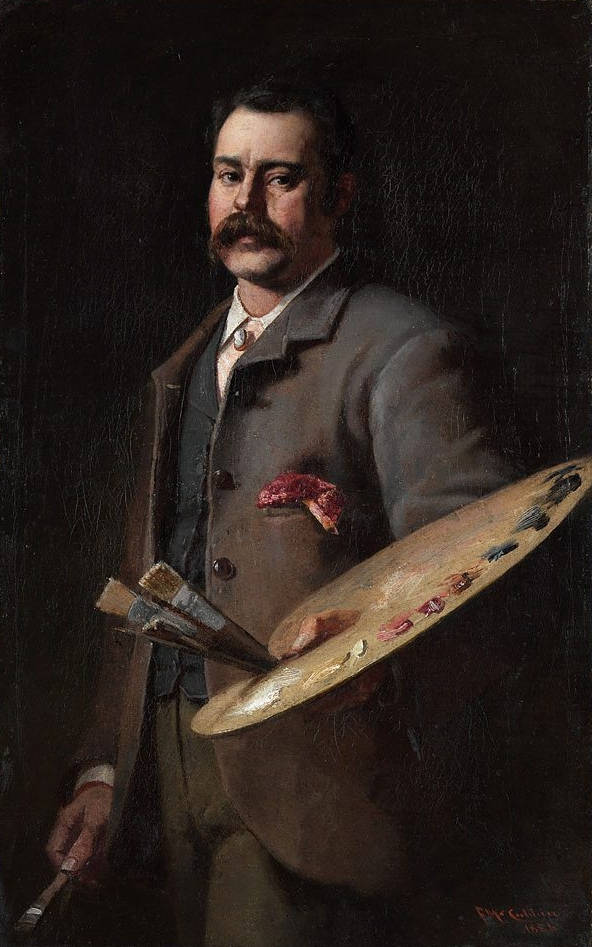
Autoportrait de Frederick McCubbin, peintre impressionniste australien, et première influence majeure de Hilda Rix Nicholas.

Encore enfants, Hilda Rix et sa sœur Elsie se produisent dans des spectacles régionaux où elles jouent d'instruments de musique, chantent et dansent. Plus tard, Elsie devient chanteuse et actrice, se produisant lors des réunions de l'Austral Salon et les sœurs collaborent à la conception d'affiches pour les Salons. Dès son plus jeune âge, Hilda se passionne pour le dessin. Élève assez moyenne par ailleurs, ses qualités artistiques sont reconnues dans le lycée privé Melbourne Girls Grammar (connu sous le nom de Merton Hall) qu'elle fréquente. Elsie et Hilda prennent des cours d'art avec John Mather, avant qu'Hilda n'intègre la National Gallery of Victoria Art School en 1902. Elle y reste trois ans, jusqu'en 1905, et y a pour professeur un impressionniste australien de premier plan, Frederick McCubbin. Ses camarades de classe sont principalement des femmes parmi lesquelles se trouvent Jessie Traill, Norah Gurdon, Ruth Sutherland, Dora Wilson et Vida Lahey. Elle devient aussi l'une des premières membres de la Melbourne Society of Women Painters and Sculptors, fondée par des anciennes élèves de McCubbin. Par la suite, Rix critiquera les méthodes d'enseignement de McCubbin qu'elle qualifie de « vagues persuasions ». Néanmoins, son influence sur elle est multiple, comme le souligne John Pigot, auteur de la seule biographie complète de Rix : importance de la créativité personnelle plutôt que de l'imitation du style d'une école de peinture ; prise en compte de la dimension nationaliste dans l'art ; considération pour des sujets qui deviendront importants dans sa peinture ; intérêt, enfin, porté sur le sujet plutôt que sur la technique.
Alors encore étudiante, Rix voit certains de ses dessins retenus pour être présentés lors des expositions annuelles de la Victorian Artists' Society et de l'Austral Salon, une société de femmes artistes importante à cette époque. Elle travaille comme illustratrice professionnelle pour les manuels scolaires et un périodique, le School Paper, publié par le Victorian Department of Education. Point d'orgue, en 1903, l'exposition de l'Austral Salon comporte des œuvres de chacune des femmes de la famille Rix.
En 2012, le livre de Karen Johnson, In Search of Beauty, reproduit certaines pages d'un des premiers carnets de croquis de Rix, qui comprend des œuvres allant de ses « tout premiers dessins quand elle était enfant à Melbourne » jusqu'à au moins ses 20 ans. Ses modèles sont principalement des femmes, et les arrangements et les vêtements de ses sujets reflètent le milieu relativement aisé et instruit dont fait partie la famille Rix.
À cette époque, il est courant pour les aspirants artistes australiens récemment diplômés de poursuivre leur formation en Europe, en particulier à Londres et à Paris. Henry Rix projette ainsi d'y emmener sa famille et prévoit d'en profiter pour étudier les réformes de l'éducation britannique. Il achète des billets de première classe et le voyage est prévu en 1906,. Mais Henry, malade et surchargé de travail, meurt subitement. Sa veuve demande une pension qui lui est refusée car Henry, à 58 ans, est mort trop jeune. Désirant malgré tout maintenir son projet de voyage, la famille doit réorganiser ses affaires,. Début 1907, elle parvient à son but et met le cap sur l'Angleterre par la conjonction d'un héritage, de la mise en location de la maison familiale et de la vente d'œuvres de la mère et de la fille, et en échangeant les billets de première classe contre des couchettes de deuxième classe,.

### Vie en Europe (1907-1912)

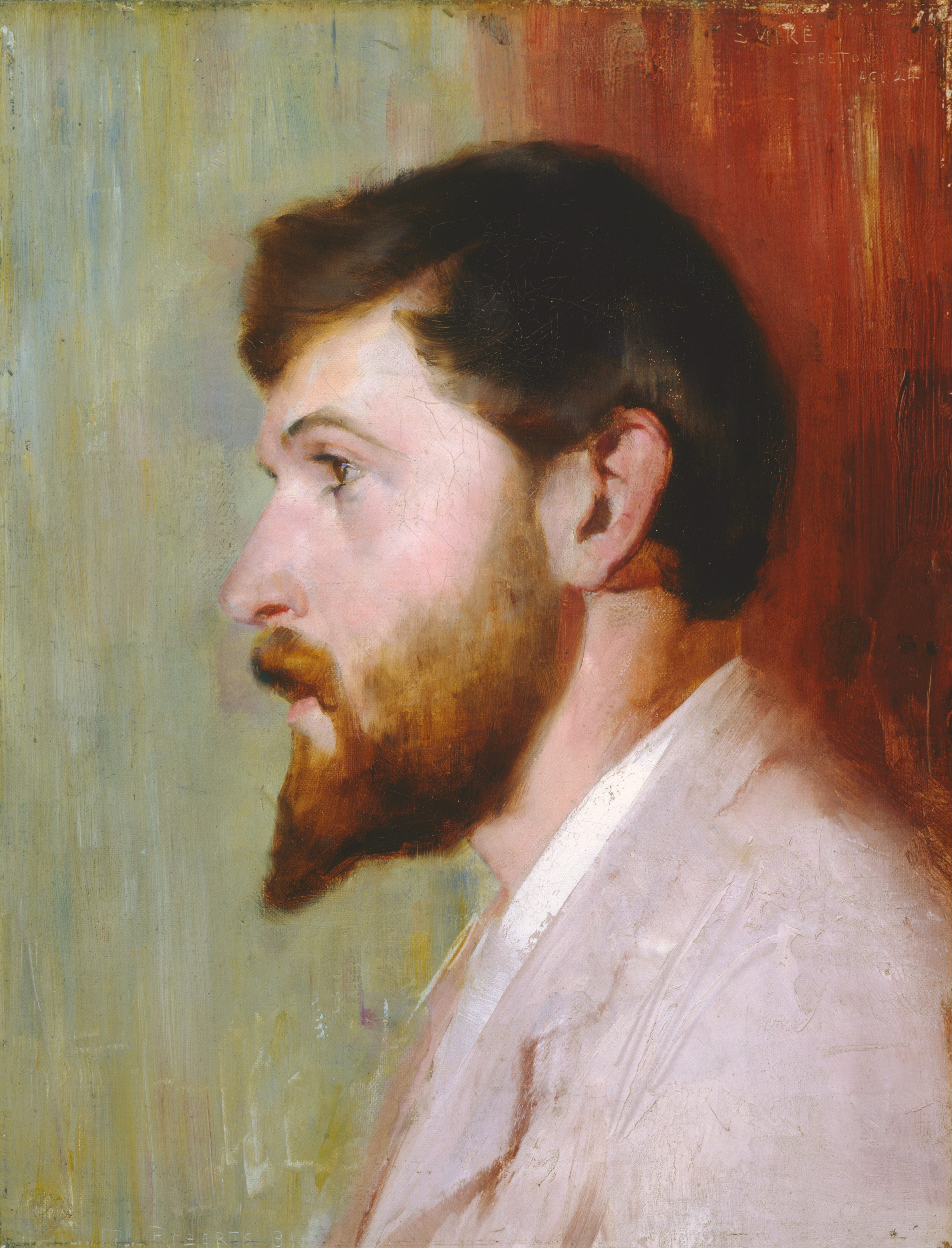
Portrait d'Arthur Streeton par Tom Roberts. Rix a suivi son conseil d'étudier auprès de plusieurs professeurs différents.

Avant qu'elle ne parte, le peintre Arthur Streeton conseille à Rix d'étudier auprès de plusieurs maîtres différents, afin de préserver sa propre originalité — un conseil qui se reflète dans la suite de sa carrière. En Angleterre, un de ses premiers professeurs est l'illustrateur britannique John Hassall. Bien que ce dernier la considère meilleure dessinatrice que lui, Rix le trouve « tout simplement génial ». À son contact, elle développe encore sa pratique, notamment, selon Pigot, grâce au style simple et direct du britannique.
Rapidement pourtant, dès la fin de 1907, Rix quitte l'Angleterre pour s'installer avec sa sœur et sa mère à Paris, à Montparnasse. Elle y fait la connaissance de l'artiste australien E. Phillips Fox, pratique le dessin au jardin du Luxembourg, où Ethel Carrick travaille, et devient étudiante auprès du peintre académique Auguste Joseph Delécluse (1855-1928), à l'l'académie qui porte son nom,. Elle trouve ses conseils sur le dessin d'après nature extrêmement précieux, même si elle pense que son approche de la couleur est « trop terne ». L'année suivante, elle suit l'enseignement de l'impressionniste américain Richard E. Miller. Elle développe auprès de lui l'utilisation d'une palette de couleurs relativement vives, même si le résultat n'est pas toujours naturaliste, ainsi que sa technique habile ; elle ne suit cependant pas sa prédilection pour les jolies compositions, privilégiant des images plus directes et plus nettes. Continuant à acquérir des compétences auprès d'un large éventail d'artistes, elle étudie ensuite à l'Académie de la Grande Chaumière, notamment avec l'illustrateur d'origine suisse Théophile Alexandre Steinlen.
Hilda, sa sœur et sa mère passent les étés à voyager ensemble. En 1908, elles visitent la France et l'Italie, puis se rendent à la colonie d'artistes d'Étaples, un village de pêcheurs du nord de la France,,. Parmi les artistes actifs, il y a le Français Jules Adler, qui s'intéresse au travail de Rix, ainsi que de nombreux Australiens, dont Rupert Bunny, James Peter Quinn, Edward Cairns Officer et l'une des résidentes de longue date de la colonie, Iso Rae,. Elle y passera plusieurs étés consécutifs, où elle peint principalement des sujets ruraux, comme Fruit market, Etaples I (« Marché de fruits », 1910), Procession à Étaples (en français, 1913), et Grand mère (en français, 1914).
Vers 1909, Hilda Rix rencontre Wim Brat, un étudiant en architecture d'une riche famille néerlandaise. Ce dernier fait sa demande en mariage à la mère d'Hilda, qui accepte. Ces premières fiançailles s'aigrissent néanmoins : passant du temps chez son fiancé, Hilda voit son futur mari dominé par une mère qui désapprouve l'engagement. Elle finit par rompre à contrecœur,.
Rix continue son travail et son Retour de la Chasse (en français) est sélectionné au Salon de Paris en 1911, aux côtés de ses collègues australiens Arthur Streeton et George Bell. Elle commence à étudier à l'Académie Colarossi au moment où Henri Matisse peint à partir des modèles de l'académie et offre un atelier ouvert à ses étudiants. Elle est alors la deuxième Australienne à réussir à vendre une œuvre au gouvernement français ; elle est dès lors considérée par la commissaire australienne Elena Taylor comme — après les expatriés établis Bunny et Phillips Fox — « sans doute l'artiste australienne qui a le plus réussi en France ».

### Peintures marocaines (1912-1914)
Depuis la fin du XIXe siècle et le début du XXe siècle, de nombreuses femmes artistes ont visité l'Afrique du Nord et y ont travaillé ; c'est le cas pour Rix qui visite deux fois la région. Son œuvre y connaît ses développements les plus importants.
Depuis l'Espagne où Rix peut voir les œuvres de Velázquez dont elle admire les compositions et la palette, elle rejoint d'abord le Maroc en compagnie du peintre américain Henry Ossawa Tanner, son épouse et une certaine Miss Simpson en janvier 1912. Ils s'installent à Tanger, ville où plusieurs autres artistes ont cherché l'inspiration : Benjamin-Constant y a vécu et peint dans les années 1870 ;  John Singer Sargent l'a visitée dans les années 1880. C'est en cette même année qu'Henri Matisse visite également la ville. Comme Rix, il se rend à Tétouan, à environ 60 km à l'est de Tanger et utilise les services des mêmes modèles,.
Pendant environ trois mois, Rix dessine et peint à Tanger, fréquentant notamment son souk. Son enthousiasme pour l'endroit apparaît pleinement dans sa correspondance :

« Imaginez-moi sur ce marché — j'y passe presque tous les jours car cela me fascine complètement — j'ai fait 16 dessins et deux huiles jusqu'à présent — je me sens bien chez moi maintenant alors je vais sortir ma grande boîte à huile — je voulais m'habituer aux gens et aux choses rapidement — Oh, comme j'aime tout !... Oh, le soleil brille, je dois sortir travailler. »

Le Maroc produit sur le travail de Rix un effet que l'on retrouve chez de nombreux artistes qui l'ont visité : emploi de couleurs vives qui capturent la lumière intense de l'Afrique du Nord et attention portée sur les figures, les vêtements et l'activité des gens, ou l'architecture locale. Une interprétation de la perspective de Rix veut qu'elle soit une orientaliste dans le sens utilisé par l'universitaire Edward Saïd. Pigot, dans son essai pour le catalogue d'exposition Capturing the Orient (« Capturer l'Orient »), montre combien les œuvres de Rix « mettaient l'accent sur l'exotisme » des lieux qu'elle dépeignait.

« Présenter l'Orient à travers la représentation objective des couleurs et des vêtements a maintenu la fausse véracité de l'imagerie orientaliste, cachant la réalité de la vie orientale et la violence qui caractérisait le projet colonial. Dans l'imagerie de Rix Nicholas, les costumes incarnaient l'exotisme de l'Orient et signifiaient son sens de « l'altérité » culturelle. »

Stylistiquement, les peintures marocaines de Rix sont caractérisées comme étant « les plus abstraites, plates et postimpressionnistes de sa carrière ». L'approche de Rix peut avoir subi l'influence de Matisse : ils descendent dans le même hôtel tangérois pendant près de deux mois, se rendent à Tétouan au cours de la même semaine. Ils semblent se trouver ensemble sur une photo de cette époque,. Par ailleurs, le fait de devoir dessiner rapidement d'après nature la pousse à simplifier ses formes et à se concentrer sur la composition générale.

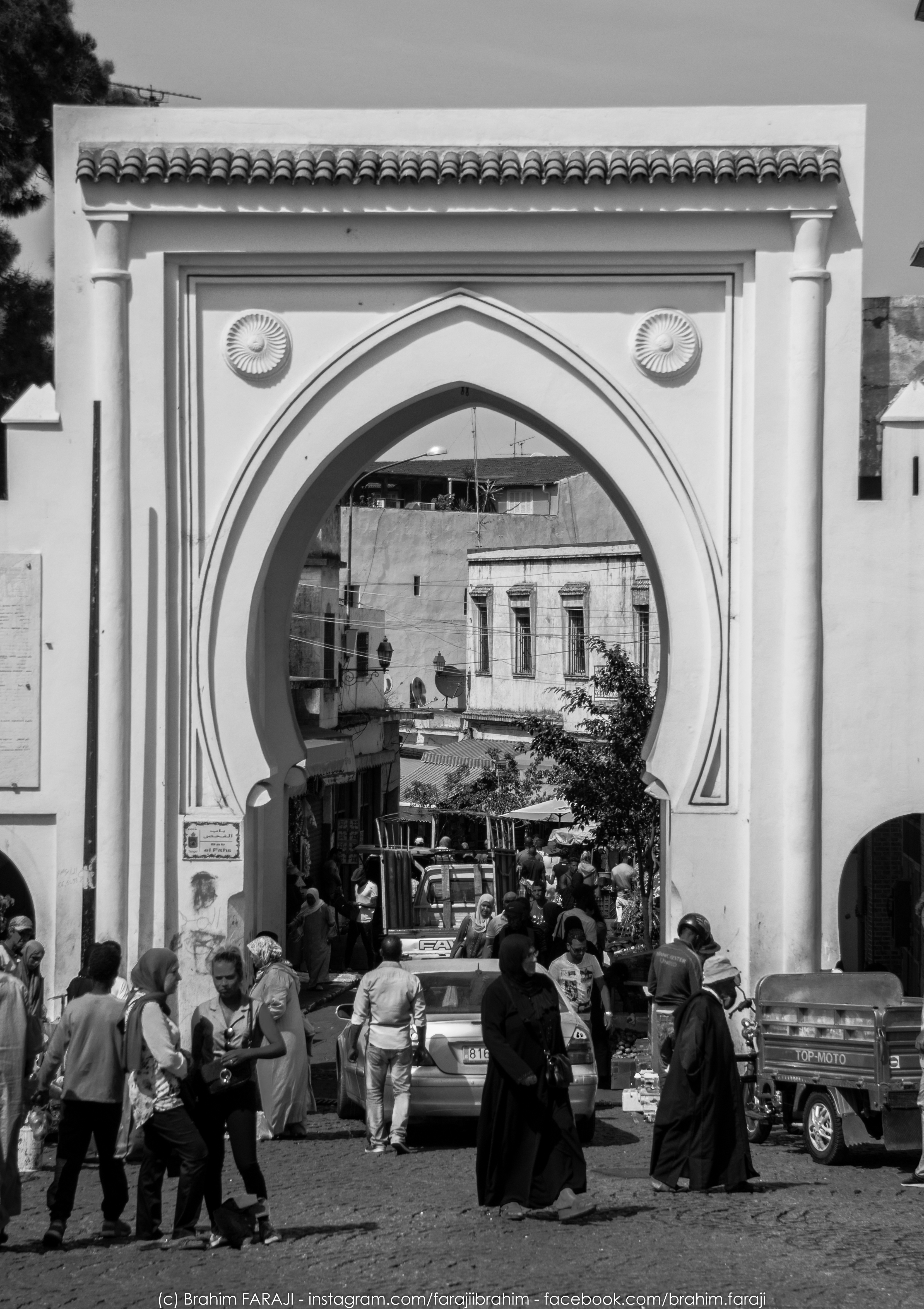
Porte du souk Dakhel, à Tanger, où se rend fréquemment Hilda Rix.

Elle est l'une des premières Australiennes à peindre des paysages postimpressionnistes. Elle produit ainsi deux tableaux, Men in the Market Place, Tanger (« Hommes au souk de Tanger », 1914) et View of Tangier (« Vue de Tanger », 1914), réalisés lors d'une deuxième visite dans la ville. Ils témoignent du style qu'elle adopte : des coups de pinceau lâches, une palette confinée à quelques couleurs discrètes et un accent sur l'ombre et la lumière, affectant à la fois l'impression générale faite par l'image et le traitement des figures.
Le voyage de 1912 constitue un point d'inflexion dans l'œuvre de Rix : il a conduit à plusieurs expositions et à sa première reconnaissance critique internationale importante. Ces voyages sont l'objet de l'un des rares livres sur le travail de l'artiste : Hilda Rix Nicholas and Elsie Rix's Moroccan Idyll: Art and Orientalism, de Jeannette Hoorn (2012). L'exposition de ses premiers travaux produit des résultats immédiats : le gouvernement français achète l'un de ses dessins au pastel du souk de Tanger, Grande marché, Tangier  [sic],, qu'elle copie ensuite pour en faire des huiles. Le dessin reçoit une critique favorable dans l'édition française du New York Herald, mais une autre moins élogieuse du Sydney Morning Herald, dans lequel le critique regrette que « le dessin et la couleur soient excentriques, d'après la manière postimpressionniste » et décrit la figure centrale comme « grotesque par son manque de finition ». Ce critique est cependant assez isolé : le succès de Rix est largement rapporté dans des journaux australiens tels que le Mercury d'Hobart, l’Argus de Melbourne et le Register d’Adélaïde.
En novembre 1912, Hilda monte une exposition personnelle dans une galerie privée, la Galerie J. Chaine et Simonson, très bien reçue par la critique française,,. Son travail résultant de son voyage est présenté au Salon à Paris ainsi qu'à la Société des peintres orientalistes français en 1913 et 1914. Rix en devient membre. Son travail est illustré dans Notre Gazette, reflétant son statut émergent d'artiste importante, et la presse française rapporte ses expositions,,. À cette époque, Hilda Rix expérimente la gravure, notamment au vernis mou, qu'elle colore ensuite à la gouache.
Hilda Rix retourne à Tanger au début de 1914. Elle est accompagnée cette fois d'Elsie qui, en plus de dessiner et écrire, est chargée de lui prêter assistance et protection contre les curieux lorsqu'elle se rend au souk où elle va régulièrement dessiner au crayon à papier. Elle ne peut néanmoins pas peindre car cela attire beaucoup trop l'attention et perturbe le trafic,. Les sœurs retournent en Angleterre puis en France, où Hilda passe de nouveau l'été à Étaples. Finalement, l'éclatement de la Première Guerre mondiale les contraint à fuir vers Londres en août.

### Désastres de 1914-1918
Sa retraite à Londres constitue le début d'une période tragique de la vie d'Hilda. Sa mère, Elizabeth, tombe malade et son état se détériore pendant le voyage. Elle est conduite à l'hôpital dès leur arrivée en Angleterre. Mais, alors qu'elle se rétablit partiellement et est transférée dans une maison de retraite, Elsie tombe malade de la typhoïde,. Hilda Rix fait l'aller-retour entre les deux malades qui sont soignées dans des lieux différents. Mais sa sœur meurt le 2 septembre 1914 et, durant trois mois, elle cache la tragique nouvelle à sa mère, craignant que cela ne nuise à sa condition déjà fragile ; Elizabeth survit finalement à la nouvelle. À mesure que la guerre se poursuit, la production artistique de Rix chute drastiquement. En mars 1916, la mère d'Hilda meurt à son tour. Rix est alors âgée d'un peu plus de 30 ans et tous ses proches parents ont désormais disparu. Évoquant cette expérience, elle écrira plus tard : « Je pouvais à peine mettre un pied devant l'autre et je marchais comme une vieille chose. »

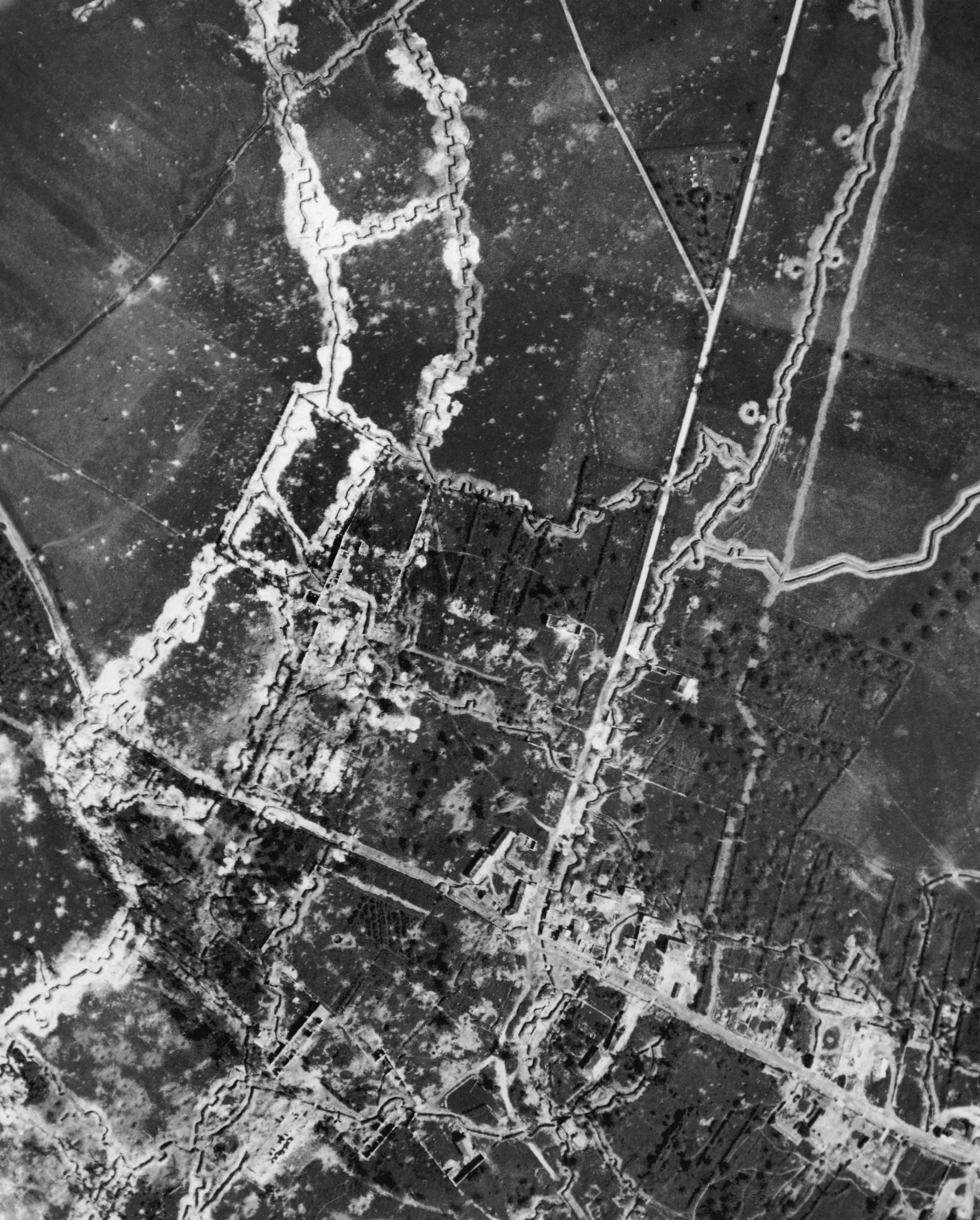
Photo aérienne des tranchées vers Thiepval le 25 septembre 1916, lors des offensives de septembre-novembre 1916 pendant la bataille de la Somme, à laquelle ont pris part les Australiens.

Un autre malheur va la toucher quelques mois plus tard lorsque son mari, le capitaine George Matson Nicholas, est tué au combat. Ils ne se connaissaient que depuis peu : alors affecté à Étaples, l'officier australien avait entendu parler d'une femme artiste australienne qui avait dû abandonner ses tableaux lorsqu'elle avait dû brusquement partir avec sa famille pour l'Angleterre ; retrouvant les œuvres, Nicholas avait décidé de contacter l'artiste lors d'une permission. Il l'avait rencontrée en septembre 1916 et ils s'étaient mariés le 7 octobre à St Saviour's, sur la Warwick Avenue, à Londres. Après seulement trois jours passés ensemble, Nicholas dut retourner sur le front mais il est tué par balle lors d'une bataille à Flers, sur le front de l'Ouest le 14 novembre, faisant d'Hilda une veuve de guerre,,. Écrivant initialement dans son journal qu'elle a perdu la volonté de vivre, Rix Nicholas trouve finalement l'expression de son chagrin dans trois peintures intitulées And Those Who Would Have Been Their Sons, They Gave Their Immortality (« Et ceux qui auraient été leurs fils, ils ont donné leur immortalité », une phrase tirée d'un poème de Rupert Brooke), Desolation et Pro Humanitate. La deuxième de ces peintures (détruite lors d'un incendie en 1930) représente une femme décharnée et en larmes enveloppée d'un manteau noir, accroupie regardant le spectateur au milieu d'un paysage de bataille, sans traits si ce n'est pour les croix sur des tombes au loin. La Galerie nationale d'Australie détient un dessin au fusain réalisé comme étude pour cette œuvre. Desolation est « le portrait d'une femme berçant un enfant fantomatique » ; le critique du Sydney Morning Herald écrit à propos de ce tableau :

« Desolation est [une œuvre] presque sordide dans la sinistre description du personnage qui représente le monde de la veuve en une seule femme. Elle est assise là, perdue dans une affreuse rêverie, sur le champ de bataille dévasté. L'œuvre est un symbole de ruine. »

Son triptyque Pro Humanitate (que l'on peut traduire par « Pour le bien de l'humanité ») transmet la tragédie de son court mariage avec Nicholas. Comme Desolation, il est par la suite détruit dans un incendie. L'œuvre comprenait des panneaux représentant un couple heureux dans une vue extérieure ; le moment de la mort d'un soldat, les bras tendus dans une pose de crucifixion ; et la veuve en deuil, surveillée par le fantôme du soldat. Représentant « la ruine causée par la guerre », ses œuvres deviennent plus personnelles que celles d'autres artistes des dernières années de la Première Guerre mondiale, tels Paul Nash et Eric Kennington : sa représentation du veuvage y est à la fois inhabituelle et dérangeante.

### Retour en Australie (1918-1923)
En mars 1918, Hilda Rix Nicholas et son beau-frère Athol Nicholas quittent l'Angleterre en direction de l'Australie. Ils arrivent à Melbourne le 10 mai. Avec les encouragements de l'artiste Henrietta Maria Gulliver et des membres du Women's Art Club de la ville, Hilda Rix Nicholas relance sa carrière d'artiste professionnelle. En novembre de la même année, elle fait partie des membres du club dont les œuvres sont exposées au Athaeneum Hall. Un critique la décrit comme « la personnalité dominante de l'exposition ». Dans le même temps, dans le Guild Hall de Melbourne, se tient une grande exposition regroupant plus d'une centaine d'œuvres : peintures, croquis et dessins européens et nord-africains. Dès son retour en Australie, Hilda Rix Nicholas fait forte impression sur la communauté artistique australienne avec les expositions de ses œuvres françaises et marocaines à Sydney et Melbourne ; plusieurs ont été vendues, notamment In Picardy, achetée par la National Gallery of Victoria,. Constatant le succès de l'artiste à Paris et à Londres, la critique de The Argus admire son « caractère et [ses] talents d'observation et de représentation » tandis que The Age est frappé par « l'influence de l'impressionnisme français moderne dans la gestion intrépide de la lumière du soleil et des effets de plein air [dans ses peintures]. » Lorsque l'exposition est déplacée à Sydney en 1919, les critiques sont tout aussi positives tant dans les journaux que chez ses pairs, tels Julian Ashton, Antonio Dattilo Rubbo et Grace Cossington Smith. L'exposition de Sydney aboutit également à l'achat de plusieurs de ses œuvres par la Galerie d'art de Nouvelle-Galles du Sud.
En 1919, Rix Nicholas s'installe à Mosman, dans la banlieue de Sydney, où elle se fait de nouveaux amis. Elle produit alors une série de paysages et de portraits en plein air, poursuivant souvent dans son style postimpressionniste. L'artiste connaît un succès supplémentaire dans ses expositions et obtient régulièrement des critiques favorables dans la presse, comme lors de son exposition dans les Marchés de la Reine Victoria en septembre 1920. Néanmoins, l'historien de l'art John Pigot soutient que sa place dans le monde de l'art australien est alors complexe : son style est affecté par un débat vigoureux autour de l'émergence du modernisme qu'elle porte dans ses œuvres et que les critiques locaux rejettent quelque peu. L'expérience de ce conservatisme et les effets de la mort de tous ses proches contribuent à ce que Rix Nicholas abandonne la part la plus expérimentale de son art et revienne à des sujets plus académiques et figuratifs. Or, à long terme, cette abdication a un effet néfaste sur sa carrière. Pigot soutient qu'à l'inverse son refus de se conformer aux attentes liées à son genre par l'establishment artistique australien conduit à son rejet.
En 1922, un concours est lancé par les administrateurs de la bibliothèque publique de Melbourne pour une fresque commémorative de la Grande Guerre. Rix Nicholas est informée de la compétition et soumet rapidement sa candidature. Trois juges — tous des artistes universitaires de Melbourne respectés — soumettent un rapport aux administrateurs qui se réunissent pour examiner les candidatures reçues. Ces derniers accordent à six voix contre cinq la commande à Harold Septimus Power ; or il n'a pas rempli les conditions d'entrée. Dans le but d'écarter définitivement les autres candidatures et de retarder l'attribution de tout prix, ils décident ensuite de cacher le rapport des juges pour qu'il ne soit pas publié. Mais un journal rapporte que la candidature de Rix Nicholas avait été l'une des trois premières. L'artiste en est furieuse ; des vétérans écrivent même des lettres indignées aux journaux. John Pigot suggère que le sexe de l'artiste avait joué : « Alors que la revendication de Rix Nicholas d'être une artiste de guerre était légitime, le fait qu'elle était une femme signifiait qu'elle se voyait refuser une place égale dans le discours. »
À cette même époque, le Mémorial australien de la guerre constitue une collection d'œuvres d'art commémorant la guerre ; Rix Nicholas propose d'offrir son triptyque Pro Humanitate. La proposition est cependant rejetée sous le prétexte « d'un caractère trop intime pour être inclus dans une collection publique ». Le Mémorial décide pourtant d'acheter une de ses œuvres représentant une femme française, intitulée A Mother of France (« Une mère de France », 1914) mais, dans le même temps, un tableau représentant un soldat australien, A Man (« Un homme », 1921) est refusé. Selon Pigot, cela reflète l'approche genrée adoptée par les institutions qui considèrent que le sexe de l'artiste détermine les sujets que celui-ci peut aborder. Néanmoins, à la décharge du Mémorial, il apparaît que sa stratégie d'acquisitions met alors l'accent sur les portraits d'officiers supérieurs. Quel que soit le point de vue des comités de concours ou d'acquisition, les œuvres de Hilda Rix Nicholas demeurent « populaires auprès des soldats eux-mêmes et façonnent activement l'image du digger ».

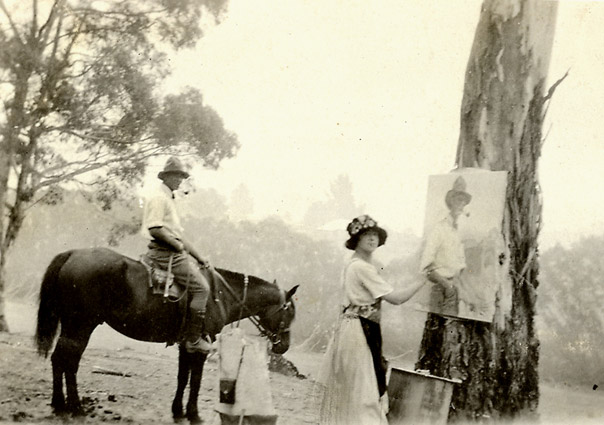
Hilda Rix Nicholas en train de peindre le tableau In Australia vers 1921-1922.

Ses peintures de sujets de guerre ne sont qu'un aspect de l'engagement croissant de Rix Nicholas pour les idéaux nationalistes et la représentation héroïque de l'Australie. À l'occasion de son exposition de 1919, Rix Nicholas exprime son souhait de « montrer aux gens [d'Europe] ce que l'on possède dans une terre de beauté où la palette de couleurs est si différente, et qui a envoyé tant de galants hommes à la lutte pour la liberté. » À cet égard, elle suit la tradition des impressionnistes et écrivains australiens comme Henry Lawson et Banjo Paterson, qui vantent les vertus de la vie dans le bush et comme pionnier. Accompagnée de son amie Dorothy Richmond, Rix Nicholas entreprend en 1922 de « peindre des choses typiques de son pays » dans les régions rurales de la Nouvelle-Galles du Sud. Elle y crée de nombreuses œuvres, notamment In Australia (« En Australie »), His Land (« Sa terre »), The Shearers (« Les Tondeurs de mouton »), Through the gum trees, Toongabbie (« Au travers des gommiers, à Toongabbie », Art Gallery of New South Wales) et The Three Sisters, Blue Mountains (« Les Trois Sœurs, Montagnes bleues », ca. 1921–22, Galerie nationale d'Australie). Ses tableaux d'alors reflètent la résurgence de la tradition pastorale dans l'art australien des années 1920 : il convient de replacer celle-ci dans le contexte de l'évolution de l'identité nationale du pays. Dans ce cadre les paysages sont très lumineux et les femmes y jouent un rôle actif, contribuant à adoucir l'expérience de la guerre. Ainsi, alors que l'imagerie et le discours patriotiques australiens de la période sont largement dominés par les hommes, les portraits de Rix Nicholas représentent principalement des femmes, comme dans The Monaro Pioneer (« La Pionnière de Monaro »), The Magpie's Song (« La Chanson de la Pie ») et Motherhood (« Maternité »).
De retour à Sydney, Rix Nicholas organise une nouvelle exposition personnelle en août 1923. Elle reçoit des critiques positives, mais on retrouve la description de son travail en termes masculins : le critique du Sunday Times la décrit ainsi comme « la plus virile, et, à bien des égards, la femme peintre la plus forte que l'Australie ait jamais produite ». Considérant le mépris habituel des critiques pour les peintures réalisées par des femmes, Hilda Rix Nicholas, qui n'aime pourtant pas être réduite à son genre, sait s'en contenter.

### Deuxième voyage en Europe (1924-1926)
En 1924, Hilda Rix Nicholas, voyageant de nouveau avec Dorothy Richmond, part pour la France. Son intention est d'y présenter, à travers ses œuvres pastorales, l'Australie comme un havre de paix post-guerre. Elle voyage à bord de l’Ormonde, qui transporte également la délégation olympique australienne. Elle se lie ainsi d'amitié avec plusieurs de ses membres et peint en particulier le portrait de l'un d'entre eux pour le concours olympique d'artistes,. Arrivée à Paris en juin, elle finit par louer un studio situé à Montparnasse qui a appartenu à l'artiste française Rosa Bonheur. Une exposition à la « prestigieuse » galerie Georges Petit en janvier 1925 connaît un grand succès,. Cela conduit à d'importantes ventes, y compris au musée du Luxembourg, ce qui en fait la seule femme australienne à avoir plus d'une œuvre dans sa collection ; de même, selon un rapport, elle est, avec Rupert Bunny et Arthur Streeton, l'une des trois seules artistes de son pays à y être alors représentées. L'exposition conduit à une tournée de ses œuvres à Londres et dans les galeries régionales britanniques — c'est la première fois que l'on donne tant d'importance à un artiste australien — ; entre 1926 et 1928, ses œuvres sont exposées à Kingston upon Hull, Sunderland, Bootle, Blackpool, Northampton, Warrington, Folkestone, Leicester, Derby, Gateshead et Leek.
L'œuvre achetée par le musée du Luxembourg en 1925 est In Australia, un portrait de Ned Wright, gérant de la propriété de Delegate où elle séjourne au début des années 1920. Il est représenté à cheval, une pipe serrée dans ses dents exposées et brillantes, avec en arrière-plan un paysage pastoral australien. Sa posture est décontractée, sûre d'elle-même et héroïque, cohérente avec le nationalisme optimiste de l'Australie de l'époque,.

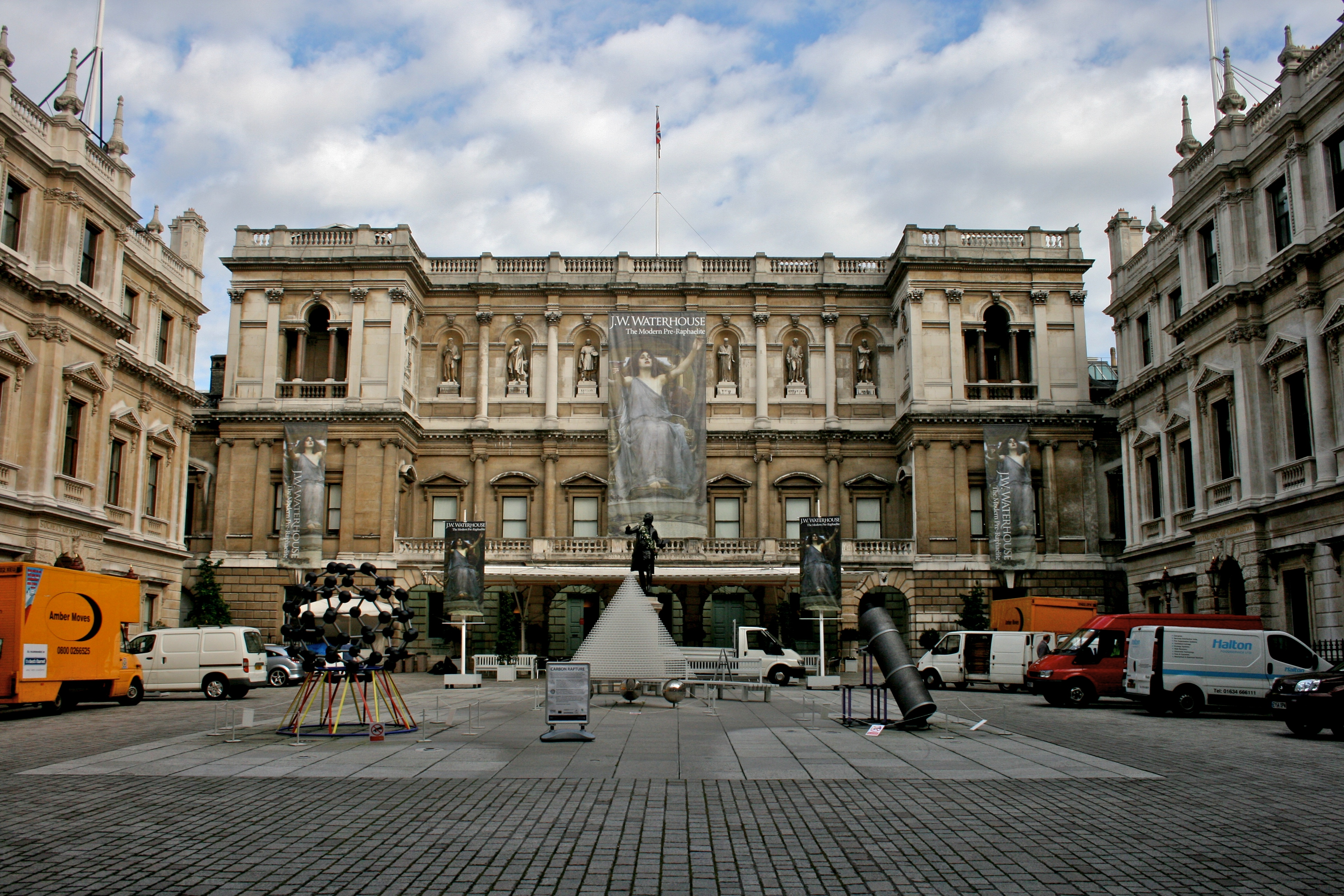
La Burlington House, siège de la Royal Academy of Art.

L'année 1925 marque sa présence au sein d'autres expositions, notamment à l'International Society of Sculptors, Painters and Gravers (« Société internationale de sculpteurs, peintres et graveurs ») et à la Royal Academy of Art, toutes deux à Londres. Une exposition individuelle de décembre à la Beaux Arts Gallery de Londres met en avant His Land, tableau décrit comme possédant « la rare qualité de transmettre l'esprit de vie dans le Commonwealth ainsi que de dépeindre cette vie de manière imagée [...]. L'ensemble du tableau semble transmettre l'atmosphère ensoleillée chargée de chaleur de l'Australie ». Ses tableaux font de manière générale forte impression sur les spectateurs anglais, peu familiers avec le paysage rural australien — en particulier quand il est peint de cette manière. Comme en Australie, ce travail suggère la force et la vitalité élémentaires qui, selon Rix Nicholas, devraient imprégner la peinture australienne.
Cette année-là, elle crée l'une de ses œuvres les plus importantes : d'une hauteur de près de 2 mètres et d'une largeur de 128 centimètres, Les Fleurs dédaignées (titre original en français) est un portrait « perturbant » et « saisissant » d'une jeune femme en vêtements à la mode du XVIIIe siècle. Peint non pas avec la technique typique de l'artiste, mais dans un style maniériste, le personnage fait face au spectateur tout en regardant ailleurs, la pose tendue, son expression illisible, avec un bouquet de fleurs jeté sur le sol à côté de l'ourlet de son énorme robe,. Bien que dépeignant une jeune femme, le modèle est « une femme mannequin professionnelle parisienne et prostituée, apparemment réputée pour être de mauvaise humeur et acariâtre ». Le pastiche créé dans cette œuvre est saisissant : selon un style artistique du XVIe siècle, la composition qui comprend une tapisserie du XVIIe siècle et une robe du XVIIIe siècle est créée par un artiste du XXe siècle. Il reflète certainement l'étendue des capacités et des ambitions de la peintre et est créé avec l'intention spécifique qu'il soit accroché au Salon de Paris. Lorsque l'œuvre est exposée à Sydney en 1927, elle attire l'attention du critique du Sydney Morning Herald :

« De par sa combinaison de grâce, de force dramatique et de clarté dans la technique, ce tableau serait difficile à surpasser. Il n'a rien de précieux ; il raconte son histoire avec une vivacité directe [...]. L'artiste a fait ressortir avec des traits révélateurs une expression de malice vindicative retenue pour le moment ; et les mains, les doigts de l'une bien serrés par l'autre, donnent une indication claire de la tension nerveuse intérieure. Le traitement des tons chair et la disposition générale attirant doucement l'attention mais sans trop se faire remarquer sur les ancolies éparpillées sur le sol poli sont excellents. »

Tandis qu'elle expose bon nombre d'œuvres créées en Australie, elle peint également de nombreuses nouvelles pièces — des illustrations, des portraits de la vie traditionnelle et des costumes — réalisées pendant un été en Bretagne. En 1926, elle est de nouveau retenue pour l'exposition de la Royal Academy de Londres où l'une de ses peintures bretonnes, Le Bigouden (en français), est accrochée. Elle participe à l'exposition de Printemps de la Société nationale des beaux-arts de Paris avec huit tableaux, ce qui traduit la valeur de sa production. En plus d'exposer à la Société un nombre important de peintures et de dessins, elle est élue associée de l'institution.

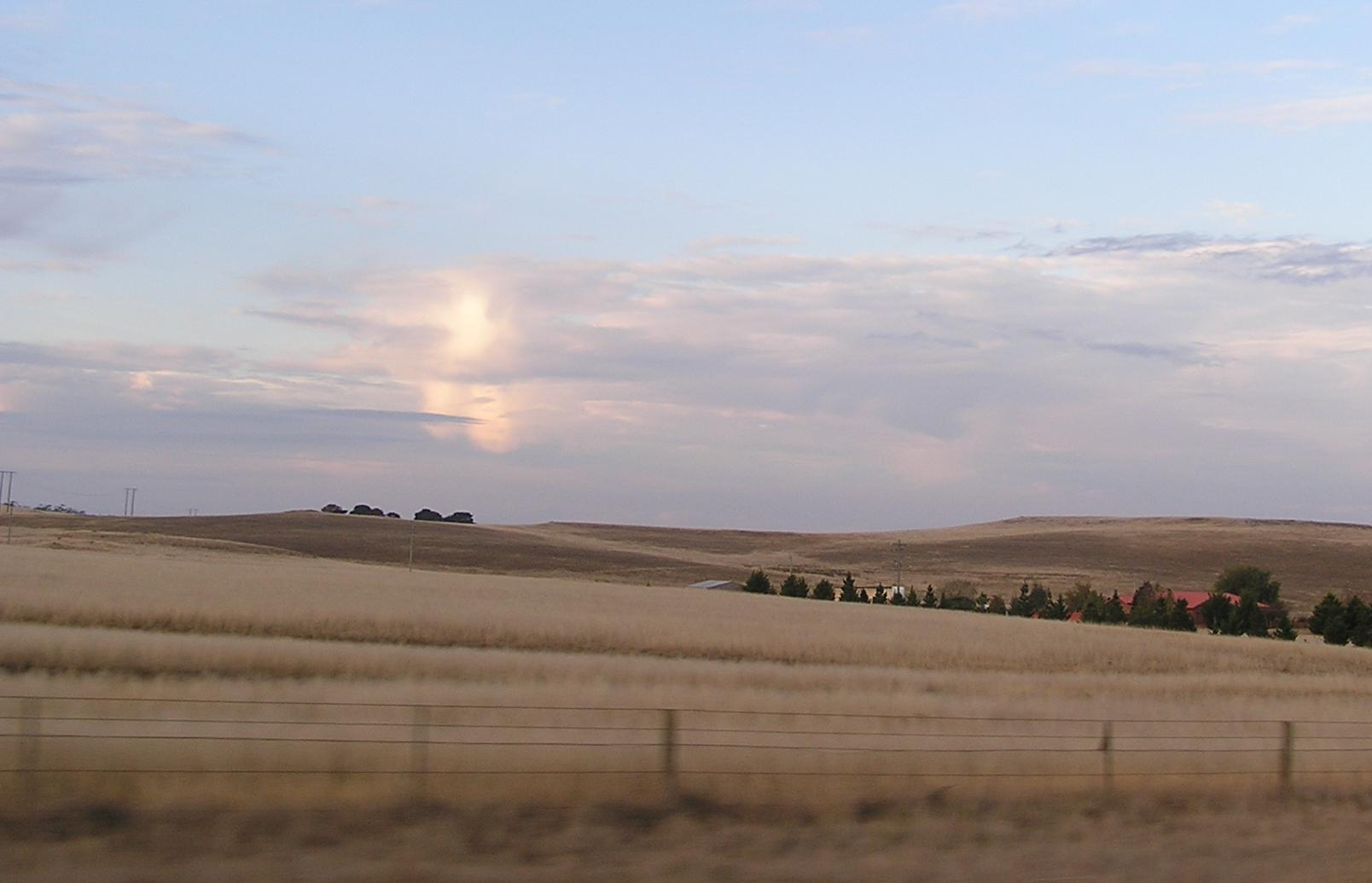
Les caractéristiques plaines de Monaro, où Rix Nicholas s'était installée.

Fin 1926, Hilda Rix Nicholas et Dorothy Richmond retournent ensemble en Australie. Stimulée par son succès, Rix Nicholas achète une voiture, remplit son compartiment arrière avec du matériel de peinture et va peindre les paysages depuis Canberra et les plaines de Monaro au sud, jusqu'au centre du Queensland,. Elle profite d'une occasion pour se faire de la publicité en peignant des figures sur la plage à Bondi, ce qui a été rapporté par diverses publications dont le magazine australien The Home,.

### Wright et Knockalong (1928–1961)
Au début des années 1920, Rix Nicholas avait rencontré une famille d'agriculteurs, les Wrights, et avait fait de l'un de ses membres, Ned, le sujet d'un tableau : In Australia. De retour dans la région, elle épouse Edgar Wright le 2 juin 1928 à Melbourne et le couple s'installe dans une propriété appelée Knockalong, près de Delegate,. Elle continue  cependant à exposer sous le nom de Rix Nicholas ; dans le même laps de temps, à Paris, ses œuvres sont exposées au Salon de la société nationale des beaux-arts, dont on estime que les « motifs australiens ont du nerf ». Son amie Dorothy Richmond, avec laquelle, elle avait visité la région au début de la décennie, a quant à elle épousé le cousin d'Edgar Wright, Walter, et s'est installée non loin. En 1930, Hilda Rix Nicholas et son mari ont un fils qui restera leur unique enfant : Rix,.
La caractérisation de la période moderniste de l'art australien de l'entre-deux-guerres ainsi que des artistes qui s'y rattachent est complexe. En France et en Afrique du Nord dans les années 1910, Rix Nicholas s'inspire directement des idées et techniques impressionnistes. Dans les années 1920, elle rencontre Roy De Maistre, l'un des premiers Australiens à expérimenter le synchromisme, et s'intéresse de façon enthousiaste à sa « théorie des couleurs musicales ». Cependant, en quittant une vision urbaine pour une autre plus rurale de l'Australie, elle abandonne quelque peu les thèmes et idées modernistes radicales. Il s'agit peut-être d'un rejet inconscient, mais cela peut aussi être interprété comme une décision délibérée dans le but d'affirmer sa propre direction créative. Comme le dit Petersen, « Rix Nicholas ne s'est pas identifié comme une femme artiste ou comme une moderniste mais simplement comme une artiste travaillant en dehors de tout mouvement ou style [qui] est restée désintéressée par les débats à Sydney sur les tendances de l'art moderne. » Il n'y a en tout cas, comme l'a ironiquement observé l'historienne de l'art Jeanette Hoorn, « aucun marché pour la peinture postimpressionniste dans l'outback de la Nouvelle-Galles du Sud dans les années 1920 ».
Rix Nicholas cherche à confirmer son succès et privilégie les portraits. Ses sujets privilégiés sont les femmes, généralement représentées dans un milieu rural : elles sont éleveuses, comme dans The Fair Musterer (« La Bonne Éleveuse », 1935), elles travaillent la terre ou sont représentées dans les scènes domestiques ou familiales, comme dans On The Hilltop (« Au sommet de la colline », 1934-35). D'autres, enfin, les présentent en mères de famille, toujours dans un milieu rural comme dans On The Hilltop ou Spring Afternoon, Knockalong (« Une après-midi de printemps à Knockalong », 1933). Son œuvre la plus « stéréotypiquement féminine » est The Summer House (« La maison d'été », ca. 1931) : elle met en scène deux amies de Rix Nicholas au milieu de fleurs fraîchement coupées, dans un cadre qui, contrairement à la plupart de ses œuvres de l'époque, ne montre pas le paysage environnant. Ce tableau ne convainc pas Rix Nicholas et ne l'exposera jamais. Pourtant, il est devenu l'un de ses travaux les plus connus : son acceptation facile est compatible avec la façon dont les critiques dans les années 1930 mettent dans des cases préétablies son travail en matière de rôles de genre conventionnels. Enfin, elle représente souvent son fils, ce qui confère des valeurs familiales à ses tableaux dont la portée est souvent nationaliste.
En dépit du succès des expositions où ses œuvres sont présentes, Hilda Rix Nicholas est de plus en plus en décalage avec le public. Elle vend peu lors de sa dernière exposition personnelle en 1947, et fait l'objet de critiques regrettant son manque de nouveauté. Adrian Lawler fait ainsi l'observation suivante :

« Mme Rix Nicholas est très douée et elle a sa propre individualité en tant qu'artiste ; mais sa vision personnelle n'est pas tant celle d'une artiste aux choses surprenantes à dire [...] que celle d'une compatriote australienne en bonne santé qui aime la beauté familière de notre paysage et se réjouit de le représenter dans toute sa splendeur et sa virilité. »

Dans son commentaire d'une exposition de 1936 à la David Jones Gallery de Sydney, un journaliste reproche la qualité inégale de son travail : même s'il souligne la force de certaines œuvres, il ne considère les autres que comme « rien de plus que jolies et sentimentales ». L'idéal d'une Australie rurale est le centre des œuvres de Rix Nicholas mais après la Seconde Guerre mondiale, le pays — et ses critiques d'art — passent à autre chose. En 1945, le critique du Sydney Morning Herald fustige compare ses productions à des « posters de couleurs crues » et conclut son papier ainsi : « Il n'y a pas suffisamment de matériel spirituel pour remplir les toiles de Hilda Rix Nicholas [...] La bravoure, l'audace de ces tableaux ne correspond guère à la connaissance réelle affichée. Une certaine humilité, une attention particulière à l'organisation des détails et moins de blanc mélangé aux couleurs aideraient énormément. »
L'antipathie entre Rix Nicholas et les représentants des tendances dominantes de l'art australien est mutuelle : elle est consternée par les œuvres de Russell Drysdale et de William Dobell et y décrit les figures « plus comme des victimes des camps de prisonniers allemands » que des représentations du peuple australien. Cette opinion n'est pourtant pas partagée : Dobell et Drysdale remportent justement chacun le prix Wynne, respectivement en 1947 et 1948 ; en outre, leur sélection en tant que représentants de leur pays à la Biennale de Venise de 1954 le confirme.
Elle effectue un dernier voyage en Europe en 1950. Elle entend y montrer à son mari les vues qu'elle connaît bien et trouver un professeur de sculpture pour leur fils Rix. Mais, affligée par les normes de pratique artistique qu'elle y trouve, elle tente de décourager Rix de toute carrière dans les arts.
À la suite de sa dernière exposition personnelle, Rix Nicholas exprime son désespoir concernant sa carrière dans une lettre à son fils et résume ainsi son destin professionnel de ses dernières années :

« Ne rien faire de créatif est en train de me tuer. Le problème est qu'il n'y a personne près de moi qui se soucie de savoir si je continue à produire des œuvres ou non [...] Je sens que l'artiste en moi est en train de mourir et que la mort est une agonie [...] on n'est conscient que soi-même de ses envies et la meilleure partie de soi est douloureuse car insatisfaite. »

Sa santé se détériore depuis le milieu des années 1940 : sa vue a décliné de façon importante et une opération au pied qui s'est mal passée la laisse partiellement estropiée. Par ailleurs, sa passion pour l'art s'estompe. Rix Nicholas expose aux côtés de son fils lors d'une exposition collective à Sydney en 1954 ; elle y présente deux peintures à l'huile, tandis que Rix Wright dévoile la plus grande sculpture de l'exposition, intitulée The Shearer.
Atteinte de la maladie de Parkinson depuis le milieu des années 1950, Hilda Rix Nicholas meurt à Delegate le 3 août 1961,. Elle est enterrée selon les rites anglicans à Knockalong.

## Œuvres notables

### Maroc
- Grande Marché, Tangier (1912, Art Gallery of South Australia[56])
- Men in the Market Place, Tanger (1914, n. c.)
- View of Tangier (1914, Rix Wright Collection[156])

### Première Guerre mondiale
- A Mother of France (1914, Mémorial australien de la guerre[157])
- And Those Who Would Have Been Their Sons, They Gave Their Immortality (1916, n. c.)
- Desolation (1916, Bibliothèque nationale d'Australie[158])
- Pro Humanitate (1916, n. c[az].)

### Premier retour en Australie
- In Australia (1921-22, Musée national d'Art moderne[159])
- His Land (1921-22, New Walk Museum[160])
- The Shearers (1921-22, coll. priv.[161].)
- The Three Sisters, Blue Mountains (1921-22, Galerie nationale d'Australie[2])
- The Monaro Pioneer (1921-22, Gallery of South Australia[162])
- The Magpie's Song (1921-22, coll. priv.[163].)
- Motherhood (1921-22, n. c.)

### Retour en Europe
- Les Fleurs dédaignées (1925, Galerie nationale d'Australie)
- Le Bigouden (1926, coll. priv.[128].)

### Retour en Australie
- In the Summer House (ca. 1931, Newcastle Art Gallery)
- Spring Afternoon, Knockalong (1933, coll. priv.[164])
- On The Hilltop (1934-35, n. c.)
- The Fair Musterer (1935, Queensland Art Gallery[165],[166])

## Postérité

### Perception de Rix Nicholas et de son œuvre
Bien que des auteurs tels que Pigot et Hoorn aient beaucoup travaillé sur Hilda Rix Nicholas et son œuvre, il n'existe pas de catalogue raisonné à proprement parler.
La question du genre est un thème récurrent dans la carrière de Rix Nicholas. Ainsi un critique d'art français la loue ainsi : « [mademoiselle] Rix peint comme un homme ! ». De même, un critique australien admire sa composition et déclare sa technique « étrangement non féminine ». Sur le même registre, un autre regrette au contraire la « pseudo-masculinité » de ses œuvres. De fait, John Pigot considère qu'en proclamant son statut de femme dans l'art nationaliste du milieu du XXe siècle australien et en refusant les règles de l’establishment masculin, Rix Nicholas a vu sa carrière en être pénalisée. Sasha Grishin écrit ainsi que ses « tendances féministes et ses touches modernistes lui ont attiré de l'hostilité ».
L'historienne de l'art Catherine Speck a une perspective différente sur le travail de Rix Nicholas après la Première Guerre mondiale. Selon elle, il n'aurait jamais atteint la qualité de sa production parisienne : en effet, la mort de son premier mari pendant la Grande Guerre l'a poussée à créer des images à visée nationaliste dont la qualité est très variable. Elle considère en outre que les travaux européens de Rix Nicholas représentaient le point culminant moderniste de sa carrière. Enfin, si elle convient que « ses expériences tragiques pendant la guerre sont devenues partie intégrante de son œuvre artistique et de ses préoccupations ultérieures pour le sentiment national », Petersen pense que Rix Nicholas « continuait à dessiner et à peindre avec le même sens magistral du dessin, la même vigueur et la même palette lumineuse que l'on perçoit dans ses meilleures œuvres de Paris, Tanger et Sydney ».
Dans leur ouvrage de référence A Story of Australian Painting (« Une histoire de la peinture australienne », 1994), Mary Eagle et John Jones placent Rix Nicholas aux côtés de Clarice Beckett et la considèrent comme « la meilleure artiste féminine à émerger du milieu artistique de Melbourne dans la décennie de la Première Guerre mondiale ».

### Conservation de ses œuvres
De nombreuses œuvres de Rix Nicholas sont entrées dans des collections privées et ne font l'objet que de peu de documentation. D'autres ont été brûlées dans l'incendie de la propriété familiale après sa mort dans les années 1960. Alors qu'elle était considérée en Australie comme une « célébrité internationale d'art » en 1919, sa réputation a décliné dans la dernière partie de sa carrière. Cependant, son travail est de nouveau apprécié au XXIe siècle.
Son œuvre est représentée dans la plupart des grandes galeries publiques australiennes : la Art Gallery of South Australia, la Galerie nationale d'Australie, la National Gallery of Victoria, la Queensland Art Gallery et la National Portrait Gallery of Australia exposent ainsi de nombreuses œuvres, en particulier celles de sa période marocaine. Nombre d'entre-elles ont été acquises à la suite des ouvrages et recherches de Jeanette Hoorn. Rix Nicholas est également présente dans d'autres collections du pays comme le Mémorial australien de la guerre.
Son œuvre est reconnu à l'international et est ainsi présent au Jeu de paume et au musée du Luxembourg à Paris, au musée Quentovic d'Étaples ainsi qu'au New Walk Museum à Leicester, en Angleterre.

### Rétrospectives et hommages
Les œuvres de Rix Nicholas ont fait l'objet de plusieurs expositions individuelles posthumes : « Hilda Rix Nicholas 1884-1961: Retrospective Exhibition of Paintings and Drawings » en 1971 à la Joseph Brown Gallery de Melbourne (créée par l'artiste Joseph Brown, donateur de la Joseph Brown Collection),, suivie d'une exposition itinérante en 1978, présentée à la Galerie d'art de Nouvelle-Galles du Sud, à la Ballarat Fine Art Gallery et aux Macquarie Galleries. Dans les années 1990, des expositions sont montées au Ian Potter Museum of Art à Melbourne, à la galerie Caspian à Sydney et en 2010 à la Bendigo Art Gallery. En 2013, une exposition de son travail se tient à la National Portrait Gallery of Australia à Canberra. Enfin, en 2014, la National Gallery of Australia déclare chercher des fonds afin d'acquérir le tableau The Three Sisters, Blue Mountains.
Enfin, en 1988, une banlieue de Canberra, Conder, donne son nom à l'une de ses places en son honneur.